# فراشة النخلة
فراشة النخلة أو ذباب النخيل (الاسم العلمي: Elymnias)، جنس شائع من الفراشات الآسيوية توجد من الهند إلى جزر سليمان. اليرقات تحاكي الأوراق التي تتغذى عليها. وكبارها تحاكي أنواعًا معينة (على سبيل المثال: E. cumaea يشبه Melanitis leda).